# Dicranoptycha
Dicranoptycha is een geslacht van steltmuggen (Limoniidae). De wetenschappelijke naam van het geslacht is voor het eerst geldig gepubliceerd in 1860 door Osten Sacken, samen met de beschrijving van enkele soorten die in de Verenigde Staten voorkwamen.
Er zijn bijna 90 bestaande soorten bekend van dit geslacht. Het komt voor in alle zoögeografische gebieden behalve in Australië en Oceanië. Het Afrotropisch gebied heeft de grootste soortenrijkdom; enkel op Madagaskar zijn 22 soorten geïdentificeerd. Fossiele exemplaren, bewaard in barnsteen, zijn bekend vanaf het Krijt, ongeveer op de scheiding tussen het laat- en vroeg-Krijt (ca. 100 Ma).

## Soorten
Deze lijst van 84 stuks is mogelijk niet compleet.
- D. acanthophallus (Alexander, 1940)
- D. acuterebra (Alexander, 1960)
- D. atricolor (Alexander, 1920)
- D. atripes (Alexander, 1963)
- D. aurogeniculata (Alexander, 1951)
- D. australis (Alexander, 1926)
- D. azrael (Alexander, 1953)
- D. basitarsata (Alexander, 1960)
- D. breviterebra (Alexander, 1960)
- D. byersi (Young, 1987)
- D. caesia (Alexander, 1928)
- D. cinerascens (Meigen, 1818)
- D. confluens (Alexander, 1923)
- D. costaricensis (Alexander, 1939)
- D. diacaena (Alexander, 1963)
- D. diacantha (Alexander, 1938)
- D. edashigeana (Alexander, 1955)
- D. elsa (Alexander, 1929)
- D. formosensis (Alexander, 1928)
- D. freidbergi (Stary, 1994)
- D. fuscescens (Schummel, 1829)
- D. geniculata (Alexander, 1928)
- D. germana (Osten Sacken, 1860)
- D. griveaudi (Alexander, 1965)
- D. harpyia (Alexander, 1946)
- D. hasegawai (Alexander, 1955)
- D. ibo (Alexander, 1976)
- D. issikina (Alexander, 1930)
- D. keiserae (Alexander, 1963)
- D. kenyana (Seguy, 1938)
- D. kwangtungensis (Alexander, 1942)
- D. laevis (Alexander, 1948)
- D. lataurata (Alexander, 1963)
- D. leucopoda (Alexander, 1953)
- D. linsdalei (Alexander, 1966)
- D. livescens (Loew, 1871)
- D. longipennis (Alexander, 1963)
- D. luteipes (Alexander, 1923)
- D. machidana (Alexander, 1932)
- D. malabarica (Alexander, 1941)
- D. matengoensis (Alexander, 1970)
- D. megaphallus (Alexander, 1926)
- D. melampygia (Alexander, 1950)
- D. minima (Alexander, 1919)
- D. mirabilis (Savchenko, 1970)
- D. natalia (Alexander, 1920)
- D. nigripes (Osten Sacken, 1860)
- D. nigrogenualis (Alexander, 1949)
- D. nigrotibialis (Alexander, 1934)
- D. nox (Alexander, 1960)
- D. occidentalis (Alexander, 1927)
- D. pachystyla (Alexander, 1963)
- D. pallida (Alexander, 1926)

- D. paralivescens (Stary, 1972)
- D. patens (Alexander, 1960)
- D. phallosomica (Alexander, 1937)
- D. pholiota (Alexander, 1963)
- D. polysticta (Alexander, 1953)
- D. prolongata (Alexander, 1938)
- D. pseudocinerea (Stary, 1972)
- D. quadrivittata (Alexander, 1919)
- D. recurvispina (Savchenko, 1974)
- D. robinsoni (Alexander, 1958)
- D. rubronigra (Alexander, 1955)
- D. savtshenkoi (Mendl, 1976)
- D. septemtrionis (Alexander, 1926)
- D. sobrina (Osten Sacken, 1860)
- D. spinifera (Young, 1987)
- D. spinigera (Alexander, 1958)
- D. spinosissima (Alexander, 1950)
- D. squamigera (Alexander, 1963)
- D. stenophallus (Alexander, 1950)
- D. strictoneura (Alexander, 1953)
- D. stuckenbergi (Alexander, 1970)
- D. stygipes (Alexander, 1938)
- D. suensoniana (Alexander, 1941)
- D. tennessa (Alexander, 1941)
- D. tigrina (Alexander, 1919)
- D. trochanterata (Speiser, 1908)
- D. venosa (Alexander, 1924)
- D. verticillata (Alexander, 1958)
- D. vulpes (Alexander, 1935)
- D. winnemana (Alexander, 1916)
- D. yamata (Alexander, 1919)